# Bănești, Prahova
Bănești là một xã thuộc hạt Prahova, România. Dân số thời điểm năm 2002 là 5729 người.